# Máramarosszigeti református templom
A máramarosszigeti református templom műemlékké nyilvánított templom Romániában, Máramaros megyében. A romániai műemlékek jegyzékében az MM-II-m-A-04743 sorszámon szerepel.

## Története
Máramarossziget legrégebbi épülete, közel ezeréves. A történészek vitatják az évet, amikor épült, egyesek szerint 1050-re, mások 1150-re datálják. Mai formáját az 1931–33 közt folyt újjáépítés során nyerte el.
A város akkori legmagasabb pontján emelkedett. Legrégebbi része a ma is álló nagy torony kőrésze (30 m magas) és a harangtorony alatti altemplom (amely látogathatatlan). A templom sekrestye nélkül épült, a sekrestye és az oltárhely csak XII.–XIII. századi toldás.
Az évek során több katasztrófa is sújtotta a templomot. 1467-ben István moldovai vajda feldúlta az épületet. 1632-ben a pusztítások miatt a templom festményeinek átfestésére került sor. A felújítás költségeit Mátyás király fedezte. Egy 1632-ben keletkezett okirat leírása szerint gróf Bethlen István, Máramaros örökös főispánja támogatta a templom felújítását.
1668-ban egy nagy erejű vihar elsodorta a torony tetőszerkezetét. 1775-ben Mária Terézia parancsára lerombolták a fából készült felső részt. 1834 -ben földrengés rázta meg a várost és ezzel megrongálta az épületet, akkor lettek láthatóak a lemeszelt falfestmények. 1859-ben tűz ütött ki egy közeli utcában, amely a templomig terjedt. Új templomot kellett építeni, csak a harangtorony alsó része maradt meg.
1872-ben, két évvel a felújítás után ismét lángok martalékává vált. A tüzet a helyi templomőr vette észre, aki a torony legmagasabb pontjából kidobálta a bútorzatot, amelyek letörte a sárkány alakú vízköpőket. A helyreállítás során alakul ki háromtornyos kinézete. Az immár őrhelyes harangtornyot a tűzoltók építették fel.
Ezek után egy újabb katasztrófa sújtotta a templomot. 1931-ben az őrtorony kályhája okozta a tűzet. A sárkányt ábrázoló vízköpők helyébe minimalisztikusabb ágyúcsövek kerültek. 

## Orgona
A máramarosszigeti református templom orgonája 1912-ben épült a budapesti Rieger Orgonagyárban. Kétmanuálos és 21 regiszteres, pneumatikus orgona, melynek fújtatása lábbal vagy elektronikus ventilátorral történik.
Az első világháború során 45 darab sípját háborús célokra szolgáltatták be, ezeket 1922-ben pótoltak. Az 1931-es tűzvészben megrongálódott orgonát a szatmári Csekey Pál állította helyre. Legutóbb komoly szerkezeti javítást 1966-ban végeztek rajta, majd 2021-ben is átesett egy komolyabb felújításon.